# Oroville (Californië)
Oroville is een plaats in Butte County in Californië in de VS.
Eind 19e eeuw tot begin 20e eeuw bestond er een Chinese buurt in Oroville. Daarvan is tegenwoordig alleen de Chinese tempel nog te vinden. De Oroville Chinese Temple werd in 1863 gebouwd door Chinese Amerikanen. Er woonden toen in de omgeving ongeveer 10.000 Chinese migranten.

## Geografie
De totale oppervlakte bedraagt 31,8 km² (12,3 mijl²) waarvan 31,7 km² (12,2 mi²) land is en 0,1 km² (0,04 mijl²) of 0.16% water is.

## Demografie
Volgens de census van 2000 bedroeg de bevolkingsdichtheid 409,9/km² (1061,4/mijl²) en bedroeg het totale bevolkingsaantal 13.004 dat bestond uit:
- 77,23% blanken
- 4,03% zwarten of Afrikaanse Amerikanen
- 3,93% inheemse Amerikanen
- 6,34% Aziaten
- 0,26% mensen afkomstig van eilanden in de Grote Oceaan
- 2,78% andere
- 5,42% twee of meer rassen
- 8,25% Spaans of Latino

Er waren 4881 gezinnen en 2948 families in Oroville. De gemiddelde gezinsgrootte bedroeg 2,50.

## Plaatsen in de nabije omgeving
De onderstaande figuur toont nabijgelegen plaatsen in een straal van 24 km rond Oroville.